# U
U \ أو \ الحرف الحادي والعشرون من الأبجدية اللاتينية.
- في الكيمياء، يرمز U لعنصر اليورانيوم.

و"U" باللغة الأمازيغية هو ":"